# Claudio Marchisio
Claudio Marchisio (Torino, 19. siječnja 1986.) talijanski je umirovljeni nogometaš. Marchisio je bivši član talijanske nogometne reprezentacije.
Igrao je na više pozicija u veznom redu. Produkt je nogometne škole Juventusa i čitavu karijeru igra u matičnom klubu, izuzimajući jednu sezonu provedenu na posudbi i sezonu u Zenitu.
Često su ga uspoređivali s bivšim igračem Juventusa, Marcom Tardellijem zbog sličnog stila igranja. Izuzetna tehnika, ali i borbenost, odlično snalaženje i u obrani i u napadu su mu omogućavali igranje na više pozicija na veznom redu. Većinu karijere je proveo na mjestu centralnog veznog, ali zahvaljujući dobrim služenjem objema nogama, mogao je igrati lijevo, pa i desno krilo. Veći dio zadnje sezone je igrao upravo na lijevom krilu.
U listopadu 2019. godine je Marchisio "okačio kopačke o klin". Na torinskom stadionu, gdje je sedam puta osvojio prvenstvo Italije, objavio je tu vijest pred medijama u 33. godini.

## Djetinjstvo
Marchisio je rođen u Chieri, predgrađu Torina. Cijela obitelj je navijala za Juventus, pa je tako Marchisijev otac bio vlasnik sezonske ulaznice što mu je omugućilo da kao još mali dječak dohvaća lopte na Delle Alpiju. Od strane skauta je primjećen dok je igrao za lokalnu školu nogometa Sisport, tako da je sa sedam godina prešao u akademiju Juventusa.

## Klupska karijera

### Juventus
Do šesnaeste godine igrao je kao polušpica (igrač iza dva napadača) te mu je tako uzor bio Alessandro Del Piero. Tada je premješten u vezni red. Tijekom sezone 2005/2006 je dobio poziv za prvi tim od tadašnjeg trenera Fabia Capella. Dobio je i svoj broj u prvom timu, ali nije upisao niti jedan nastup. Te iste sezone, je kao kapetan predvodio mladu ekipu Juventusa Primaveru do prve titule nakon dvanaest godina i drugog mjesta na prestižnom turniru za mlade u Viareggiju.
Nakon Calciopolia, Marchisio je premješten u prvi tim i dobiva broj 15. Debitirao je kao zamjena 19. kolovoza 2006. godine u trećem kolu Kupa Italije protiv AC Martine. Sljedećeg mjeseca je odigrao posljednju utakmicu za Primaveru u visokoj pobjedi nad Interom (5-1). 28. listopada je i debitirao u Seriji B u utakmici protiv Frosinonea kada je u igru ušao umjesto Davida Trezegueta. Sljedeće je kolo prvi put počeo od prve minute u pobjedi nad Bresciom (2-0). Tijekom sezone je postao standardni član momčadi i jedan od ključnih igrača u ekipi koju je vodio Didier Deschamps. Ostao je upamćen i njegov crveni karton u pobjedi protiv Napolija, kada je ispraćen aplauzima publike na Olimpijskom stadionu u Torinu. Nakon suspenzije je odigrao preostalih šest utakmica svih 90 minuta.

#### Posudba u Empoli
Marchisio je u srpnju 2007. poslan na posudbu u Empoli sa suigračem Sebastianom Giovincom. 26. kolovoza debitirao je u Seriji A protiv Fiorentine. Iako nije postigao nijedan gol, odigrao je bitnu ulogu te sezone u toskanskom klubu. Nakon ispadanja Empolija iz lige, vraćen je u Juventus.

### Povratak u Juventus
Imao je impresivan start nakon povratka. Odigrao je svih 90 minuta u domaćoj pobjedi nad Artmediom iz Bratislave (4-0). Počeo je dobivati niz pohvala od sportske javnosti u Italiji na račun njegovih sjajnih igara. Claudio Ranieri ga je stavio u prvi plan nakon brojnih ozljeda Juventusovih igrača iz veznog reda. U pobjedi protiv Milana (4-2), proglašen je igračem utakmice. Ubrzo postaje miljenik navijača, koji ga biraju za igrača mjeseca prosinca. Pet dana nakon 23. rođendana, postiže prvi pogodak u Seriji A u pobjedi nad Fiorentinom. Uslijedio je i potpis novog petogodišnjeg ugovora. U nastavku sezone je imao problema s lakšim ozljedama, pa je propustio cijeli travanj 2009. Nakon povratka, ubilježio je i par bitnih asistencija u pobjedama nad Sienom (0-3) i nadLaziom (2-0) koje su ekipi donijele drugo mjesto. Dobre igre nisu prošle neopaženo kod tadašnjeg talijanskog izbornika Marcella Lippija. Za talijansku reprezentaciju je debitirao u prijateljskoj utakmici protiv Švicarske.

#### Sezona 2009./10.
U sljedećoj sezoni postaje standardan Juventusov igrač. Na početku je ušao u sjajnu formu pa je četiri puta prozvan za igrača utakmice. Navijači su ga izglasali i za igrača mjeseca rujna. Ipak, u listopadu je zadobio ozljedu koljena u utakmici protiv Palerma i izbivao je s nogometnih travnjaka mjesec dana. Vratio se kao zamjena u gostovanju kod Bordeauxa 25. studenog. Deset dana kasnije, u derbiju protiv Intera je postigao fantastičan pogodak za pobjedu (2-1). 8. prosinca je asistirao Davidu Trezeguetu za 1-0 protiv Bayerna iz Münchena. Proglašen je igračem 2009. godine od strane navijača. 
Prvi put je ponio i kapetansku traku protiv Fulhama u Europskoj ligi. Jedan je od rijetkih igrača koji je izbjegao kritike medija i navijača nakon okončanja loše sezone kluba.

#### Sezona 2010./11.
Usprkos lošem nastupu na Svjetskom prvenstvu u Južnoafričkoj Republici sezonu 2010./11. je počeo kao prvi izbor novog trenera Luigi Delnerija. Uspio se dvaput upisati u strijelce. Postigao je prvi pogodak Juventusa u novoj sezoni u meču protiv Sampdorije. Klub trenutno proživljava još jednu lošu sezonu, a Claudio ne igra sjajno. U zimskom prijelaznom roku se Inter interesirao za njega, te je on na pitanje medija odgovorio kako želi cijelu svoju nogometnu karijeru igrati u Juventusu, klubu koji oduvijek voli.

#### Sezona 2011./12.
Sezonu 2011./12. započinje postignutim pogotkom u pobijedi 4-1 nad Parmom u prvoj službenoj utakmici nove sezone. Mjesec dana kasnije, u derbiju protiv Milana zabio je oba gola u pobijedi 2-0. To je bio prvi put da je Claudio dao više od jednog pogotka na utakmici. Ponovno je zabio u derbiju protiv milanskog kluba, ovoga puta protiv Intera na San Siru kada je zabio drugi, i pobjedonosni zgoditak kojim je Juve pobijedio 2-1. 30. studenoga Claudio je još jednom bio strijelac, po peti puta u sezoni kada je zabio posljednji pogodak na utakmici protiv Palerma, koju je Juve pobijedio 3-0. To je Claudiu bio 5. pogodak u sezoni, kojime je nadmašio svoj prijašnji najbolji rezultat od četiri postignuta pogotka u jednoj sezoni.
4. prosinca, u prvenstvenoj utakmici protiv Cesene Claudio je zabio vodeći pogodak u pobijedi svoje ekipe od 2-0. To mu je bio 6. pogodak u sezoni kojime se izjednačio s Alessandrom Matrijem koji je do tada bio najbolji strijelac kluba, s također 6 postignutih pogodaka. Svojim dobrim igrama zasluženo je uvršten u Serie A momčadi godine.

#### Sezona 2012./13.
Nakon odlaska Alessandra Del Piera iz Juventusa novi kapetan torinskog kluba postaje Gianluigi Buffon, no Buffon i zamjenski kapetan Chiellini propuštaju prvu ligašku utamicu te sezone zbog ozljeda te Marchisio po prvi puta u svojoj karijeri od prve minute, protiv Parme,  vodi svoju momčad na terenu i to na otvaranju nove sezone. Takav rasplet samo je osnažio mišljenje većine navijača koji Claudia smatraju budućim kapetanom njihova kluba.
Claudio u sezoni 2012./13. osvaja još jedan naslov talijanskog prvaka, drugi uzastopni za Juventus, ovoga puta još uvjerljiviji. U studenom 2012. postigao je i svoj prvi pogodak u Ligi prvaka u 4:0 pobjedi nad danskim Nordsjællandom. Bio je jedan od četiri igrača Juventusa koji su nominirali za najboljih 11 UEFA-e u 2012. godini. Iako je igrao manje nego sezonu ranije radi žutih kartona i manjih ozljeda, postigao je pet ligaških pogodaka od kojih je onaj protiv Siene za pobjedu možda bio i najvažniji. U gradskom derbiju protiv Torina Claudio postiže dva pogotka te Juventus pobjeđuje 3:0. Zanimljivo, drugi strijelac je bio Sebastian Giovinco, a Torinu su zabila dva Juventusova igrača koji su upravo iz Torina. U drugom susretu protiv Torina Marchisio ponovno postiže pogodak, a Juventus pobjeđuje 2:0.

## Reprezentativna karijera
12. kolovoza 2009. godine, Marchisio je debitirao za talijansku nogometnu reprezentaciju. Bilo je to u prijateljskoj utakmici protiv Švicarske. Utakmica je završila bez pogodaka, a izbornik Marcello Lippi je pohvalio Marchisia u intervjuu nakon utakmice. Lippi je kasnije priznao kako je imao namjeru i ranije zvati Marchisia za seniorsku reprezentaciju, ali da zbog dogovora s izbornikom u 21 reprezentacije nije to učinio do kraja prethodne sezone. Prvu službenu utakmicu odigrao je u kvalifikacijama za Svjetsko prvenstvo u Južnoj Africi, protiv Bugarske na domaćem terenu. Sljedeće dvije kvalifikacijske utakmice, protiv Irske i Cipra je propustio zbog ozljede koljena koja je zahtijevala operaciju. Imenovan je u reprezentaciju za Svjetsko prvenstvo u Južnoj Africi, no tamo nije odigrao zapaženu ulogu. Lippi ga je stavio na neprirodnu poziciju, poziciju razigravača u kojoj se nije najbolje snašao.
Svoj prvi reprezentativni pogodak postigao je u kvalifikacijama za Euro 2012, u Beogradu na Marakani protiv reprezentacije Srbije, 7. listopada 2011. godine. Gol Srbiji je postigao samo minutu nakon početka utakmice, koja je na kraju završila 1-1 i odvela Talijane na Euro. Također, to je bio 250. pogodak nekog Juventusovog igrača za talijansku reprezentaciju.
Marchisio dobiva i poziv Prandellija za Euro 2012. u Poljskoj i Ukrajini gdje biva u prvom planu te igra u svakoj utakmici talijanske reprezentacije koja stiže do finala i srebrne medalje. Marchisio vrlo dobro igra tijekom čitavog prvenstva te se ubacuje iz drugog plana često u napad, a protiv Hrvatske umalo na taj način zabija zgoditak. Igrao je Marchisio i u finalu protiv Španjolske kojega je Italija izgubila 4:0 iako je ranije u skupini uspjela odigrati 1:1 protiv istog protivnika.
Talijanski nogometni izbornik objavio je u svibnju 2016. širi popis od 30 kandidata za nastup na Europskom prvenstvu u Francuskoj, s kojeg je izostavio Marchisija zbog ozljede.

### Reprezentativni golovi
| # | Datum              | Stadion                                      | Protivnik  | Pogodak | Rezultat | Utakmica                   |
| - | ------------------ | -------------------------------------------- | ---------- | ------- | -------- | -------------------------- |
| 1 | 7. listopad 2011.  | Stadion Crvena zvezda, Beograd, Srbija       | Srbija     | 1–0     | 1–1      | Kvalifikacije za Euro 2012 |
| 2 | 11. lipnja 2013.   | Estádio São Januário, Rio de Janeiro, Brazil | Haiti      | 2–0     | 2–2      | Prijateljska               |
| 3 | 4. lipnja 2014.    | Stadio Renato Curi, Perugia, Italija         | Luksemburg | 1–0     | 1–1      | Prijateljska               |
| 4 | 14. lipnja 2014.   | Arena Amazônia, Manaus, Brazil               | Engleska   | 1–0     | 2–1      | SP 2014.                   |
| 5 | 17. studenog 2015. | Stadio Renato Dall'Ara, Bologna, Italija     | Rumunjska  | 1–1     | 2–2      | Prijateljska               |

## Privatni život
Claudio je oženio Robertu, ljubav iz srednje škole u lipnju 2008. godine. Ima sina, koji je rođen u kolovozu 2009. godine kada je on bio odsutan zbog reprezentativnih obaveza. Njegova žena je, ironično, bila navijačica Juventusovog gradskog rivala, Torina. Njezin otac je čak i igrao u mlađim kategorijama za Torino te neke klubove iz nižih liga.
Navijačima Juventusa poznat je pod nadimkom "Il Principino", što u prijevodu na hrvatski znači Princ. Nadimak je dobio od poznatog talijanskog komentatora Claudia Zulianija, koji je također i veliki navijač Juventusa. Neki navijači, pa i nogometni stručnjaci uspoređuju ga s Rominim igračem Danieleom De Rossiem, zbog sličnog stila igre te činjenice da oboje igraju od djetinjstva za klubove iz grada u kojima su rođeni, a i smatra se kako će oba igrača u budućnosti biti kapetani svojih klubova.

## Trofeji
Juventus
- Serie A: 1

2011./12., 2012./13.
- Serie B: 1

2006./07.
- Talijanski Superkup: 1

2012.

## Vanjske poveznice
- Juventusov  Arhivirana inačica izvorne stranice od 3. svibnja 2011. (Wayback Machine) službeni profil
- (tal.) Profil igrača  Arhivirana inačica izvorne stranice od 31. kolovoza 2016. (Wayback Machine) pri Italian FA službenom websiteu
- Claudio Marchisio službeni website